# Ana Karina Áñez
Ana Karina Áñez Delgado (sinh ngày 4 tháng 1 năm 1985, Barquisimeto) là người dẫn chương trình truyền hình Venezuela và là chủ nhân cuộc thi sắc đẹp, người đã giành danh hiệu Hoa hậu Venezuela 2003 đại diện cho bang Lara của cô.

## Cuộc thi sắc đẹp

### Hoa hậu Venezuela 2003
Ana đại diện cho bang Lara tại quê nhà của cô tại Hoa hậu Venezuela 2003, nơi cô đã giành được danh hiệu và quyền đại diện cho đất nước của mình tại Hoa hậu Hoàn vũ 2004. 

### Hoa hậu Hoàn vũ 2004
Cô đại diện cho Venezuela tại Hoa hậu Hoàn vũ 2004  tại Quito, Ecuador, nơi cô thất bại khi không có mặt trong Top 15 người đẹp nhất, chấm dứt chuỗi thành tích hai thập kỷ liên tiếp của Venezuela tại Hoa hậu Hoàn vũ, từ 1983 đến 2003.

## Cuộc sống cá nhân
Ana Karina kết hôn với Juan Nuñez vào ngày 3 tháng 9 năm 2011 và họ sống ở Barquisimeto, Lara, nơi cô tổ chức một chương trình truyền hình địa phương. Cô cũng là quản lý của một doanh nghiệp địa phương.